# レス・ウォーランド
レスリー・デイル・ウォーランド（Leslie Dale "Les" Walrond , 1976年11月7日 - ）は、アメリカ合衆国オクラホマ州マスコギー出身のプロ野球選手（投手）。愛称は「ウォーリー」。

## 経歴
ウォーランドはブッカー・T・ワシントン高校で1・2年時を過ごす。当時の野球チームの同僚には現NBAワシントン・ウィザーズのイタン・トーマスやNFLニューヨーク・ジャイアンツのR.J.マックォーターズらがいた。ユニオン高校を卒業した後、カンザス大学へ進学した。
1998年、MLBドラフト13巡目でセントルイス・カージナルスに入団。
2003年のシーズン途中にカンザスシティ・ロイヤルズへ移籍すると、同年6月8日の対コロラド・ロッキーズ戦で中継ぎ投手としてメジャーデビューを果たす。
2005年は、不振により退団したルーベン・マテオの代役として6月23日に韓国プロ野球のLGツインズと契約したが、4勝10敗1Sの成績しかあげられずその年限りで解雇された。
2006年1月11日にシカゴ・カブスと契約。翌2007年はカブス傘下3Aのアイオワ・カブスでプレーをした。
2008年5月2日にはフィラデルフィア・フィリーズとマイナー契約を結ぶも11月4日にウェーバー経由でトロント・ブルージェイズへ移籍する。しかし、11月20日にブルージェイズがウォーランドの保有権を破棄し、ウォーランドが日本のプロ野球球団と契約交渉を行っていることが明らかになった。2008年12月17日に横浜ベイスターズがウォーランドの獲得を正式発表した。
2009年4月29日の対阪神タイガース第5回戦で、5回4失点と不調ながら来日初勝利を挙げた。同7月20日の対読売ジャイアンツ戦でヒーローインタビューの後、男に帽子を盗まれるという事件が発生した。グラブを観客席に投げ込んだこともあった。
2010年1月3日、韓国プロ野球・斗山ベアーズと契約し、5年ぶりの韓国球界復帰が決まった。同年は調整が遅れ開幕1軍には残れなかったが、左の先発として主に起用され、時々リリーフでも登板し7勝をあげた。ロッテ・ジャイアンツとの準プレーオフでもリリーフとして好投したが、防御率が4.95と高かったこともあり、斗山との再契約はなかった。
2011年3月、ニューヨーク・メッツとマイナー契約。同年4月、アトランティック・リーグのランカスター・バーンストーマーズと契約したが、翌5月、フィラデルフィア・フィリーズとマイナー契約。
2012年は当初ランカスター・バーンストーマーズと契約したが、6月、トロント・ブルージェイズとマイナー契約。しかし、メジャー昇格はならず、オフにベネズエラのウインターリーグに参加したのを最後に引退した。

## プレースタイル
140km/h台中盤の直球と、スライダー・カーブ・チェンジアップを投げ分ける。特にカーブは大きな変化量を誇り、決め球として使っていた。
コントロールが非常にアバウトな投手であり、四死球、暴投も多いパワーピッチャーであった。

## 詳細情報

### 年度別投手成績
| 年 度    | 球 団    | 登 板 | 先 発 | 完 投 | 完 封 | 無 四 球 | 勝 利 | 敗 戦 | セ 丨 ブ | ホ 丨 ル ド | 勝 率 | 打 者 | 投 球 回 | 被 安 打 | 被 本 塁 打 | 与 四 球 | 敬 遠 | 与 死 球 | 奪 三 振 | 暴 投 | ボ 丨 ク | 失 点 | 自 責 点 | 防 御 率 | W H I P |
| -------- | -------- | ----- | ----- | ----- | ----- | -------- | ----- | ----- | -------- | ----------- | ----- | ----- | -------- | -------- | ----------- | -------- | ----- | -------- | -------- | ----- | -------- | ----- | -------- | -------- | ------- |
| 2003     | KC       | 7     | 0     | 0     | 0     | 0        | 0     | 2     | 0        | 1           | .000  | 41    | 8.0      | 11       | 2           | 7        | 1     | 0        | 6        | 1     | 0        | 9     | 9        | 10.13    | 2.25    |
| 2005     | LG       | 19    | 15    | 1     | 0     | --       | 4     | 10    | 1        | 2           | .286  | 400   | 89.1     | 85       | 12          | 49       | 1     | 2        | 68       | 8     | 1        | 56    | 50       | 5.04     | 1.50    |
| 2006     | CHC      | 10    | 2     | 0     | 0     | 0        | 0     | 1     | 0        | 0           | .000  | 84    | 17.1     | 19       | 2           | 12       | 1     | 0        | 21       | 0     | 0        | 13    | 12       | 6.23     | 1.79    |
| 2008     | PHI      | 6     | 0     | 0     | 0     | 0        | 1     | 1     | 0        | 0           | .500  | 49    | 10.1     | 13       | 0           | 9        | 4     | 0        | 12       | 2     | 0        | 7     | 7        | 6.10     | 2.13    |
| 2009     | 横浜     | 21    | 21    | 1     | 0     | 0        | 5     | 10    | 0        | 0           | .333  | 505   | 110.2    | 128      | 10          | 50       | 3     | 4        | 85       | 4     | 1        | 63    | 59       | 4.80     | 1.61    |
| 2010     | 斗山     | 29    | 21    | 0     | 0     | -        | 7     | 9     | 0        | 0           | .437  | 584   | 129.0    | 143      | 13          | 54       | 0     | 10       | 100      | 7     | 0        | 84    | 71       | 4.95     | 1.53    |
| MLB：3年 | MLB：3年 | 23    | 2     | 0     | 0     | 0        | 1     | 4     | 0        | 1           | .200  | 174   | 35.2     | 43       | 4           | 28       | 6     | 0        | 39       | 3     | 0        | 29    | 28       | 7.07     | 1.99    |
| KBO：2年 | KBO：2年 | 48    | 36    | 1     | 0     | --       | 11    | 19    | 1        | 2           | .333  | 984   | 218.1    | 228      | 25          | 103      | 1     | 12       | 168      | 15    | 1        | 140   | 121      | 4.99     | 1.52    |
| NPB：1年 | NPB：1年 | 21    | 21    | 1     | 0     | 0        | 5     | 10    | 0        | 0           | .333  | 505   | 110.2    | 128      | 10          | 50       | 3     | 4        | 85       | 4     | 1        | 63    | 59       | 4.80     | 1.61    |

- 2010年度シーズン終了時

### 記録
NPB投手記録
- 初登板・初先発：2009年4月9日、対読売ジャイアンツ3回戦（横浜スタジアム）、5回1/3を3失点で敗戦投手
- 初奪三振：同上、1回表に鈴木尚広から見逃し三振
- 初勝利・初先発勝利：2009年4月29日、対阪神タイガース5回戦（阪神甲子園球場）、5回4失点
- 初完投：2009年6月16日、対オリックス・バファローズ3回戦（横浜スタジアム）、5回1/3を1失点で敗戦投手（雨天コールド）

NPB打撃記録
- 初安打：2009年4月16日、対広島東洋カープ3回戦（MAZDA Zoom-Zoom スタジアム広島）、6回表に長谷川昌幸から右越二塁打

### 背番号
- 56 （2003年、2005年）
- 35 （2006年）
- 44 （2008年）
- 48 （2009年）
- 30 （2010年）